# Kiscelli Múzeum
A BTM Kiscelli Múzeum – Fővárosi Képtár, rövid nevén Kiscelli Múzeum a főváros által alapított és fenntartott kulturális intézmény Budapest III. kerületében. A múzeumépületben a Budapesti Történeti Múzeum két, szervezetileg és gyűjtőkörét tekintve különálló, de egymás mellett működő és kiállító tagintézménye kapott helyet.
Az Újkori Várostörténeti Osztály gyűjtőköre a főváros 1686 utáni történetével kapcsolatos dokumentumokra, különféle tárgyi emlékekre terjed ki.
A Fővárosi Képtár Budapest képzőművészeti gyűjteménye, főként fővárosi 20. századi és kortárs művészek alkotásait gyűjti és mutatja be.

## Története

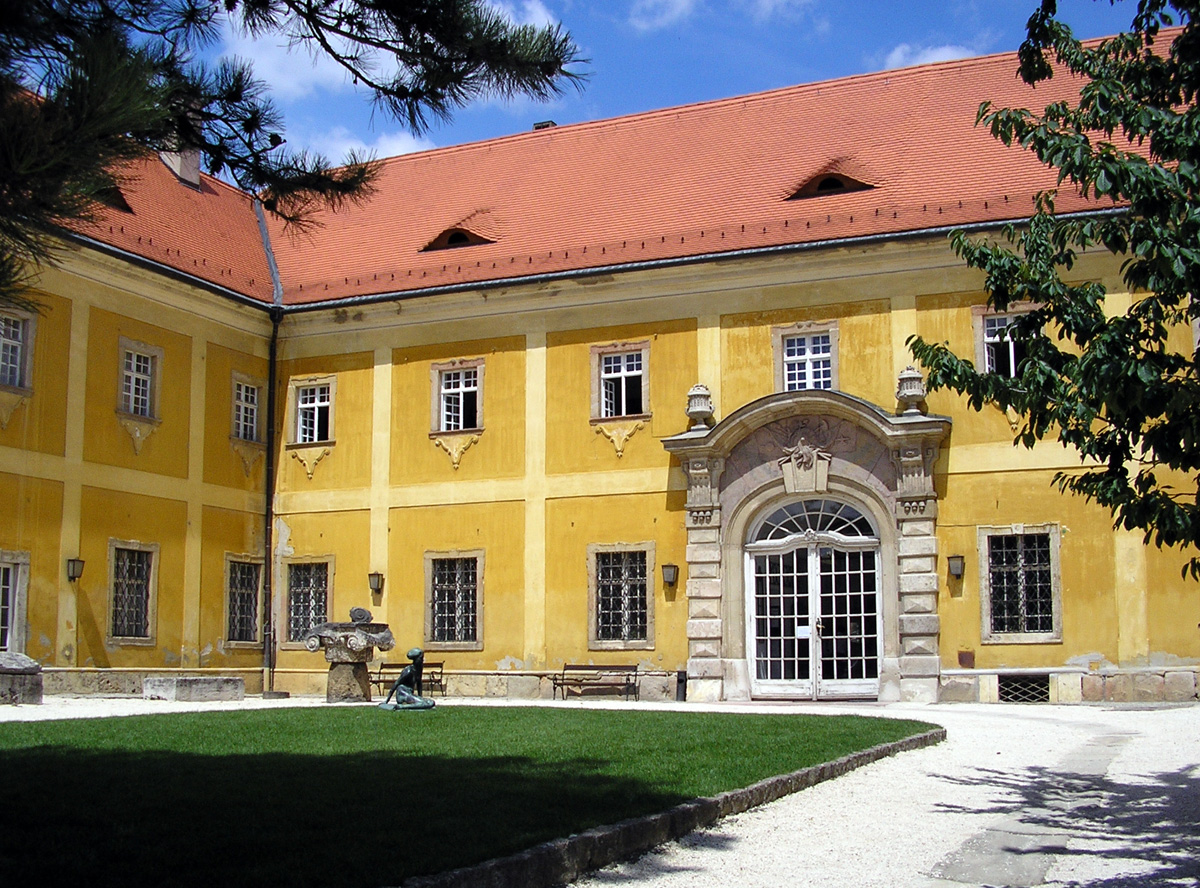
A Kiscelli Múzeum épülete

Az óbudai Bécsi út feletti Kiscelli-fennsíkon álló barokk stílusú épületegyüttes Johann Entzenhoffer bécsi építész tervei alapján épült 1745-1758 között és eredetileg a trinitáriusok kolostora volt. Az egyemeletes rendház északi szárnyához templom símult, annak idején itt helyezték el a híres ausztriai zarándokhely, Mariazell kegyszobrának másolatát, és Kiscell (németül: Klein Zell) maga is ismert zarándokhely lett.
A szerzetesrendek 1784-es megszüntetése után az épületegyüttes a kamara tulajdonába ment át, hadi kórházként, kaszárnyaként, raktárként is szolgált, majd az elhanyagolt ingatlant 1911-ben Schmidt Miksa bécsi bútorgyáros és műgyűjtő vásárolta meg, rendbehozta, egy részét bemutatóteremnek, melléképületeit műhelynek használta, végül 1935-ben végrendeletében múzeum céljára a fővárosra hagyta. A sokáig Schmidt-kastélynak is nevezett épületegyüttesben a Székesfővárosi Múzeum várostörténeti és képzőművészeti gyűjteményeit helyezték el. A múzeum 1944-45-ben súlyosan megsérült, az 1956. novemberi harcokban is károkat szenvedett. Azóta a volt rendház épületének nagy része felújítva, az egykori templomépület pedig korszerű kiállítótérré átalakítva fogadja a látogatókat. Utóbbiban az időszaki kiállításokon kívül gyakran komolyzenei előadásokat és más alkalmi rendezvényeket is tartanak.

## Gyűjteményei

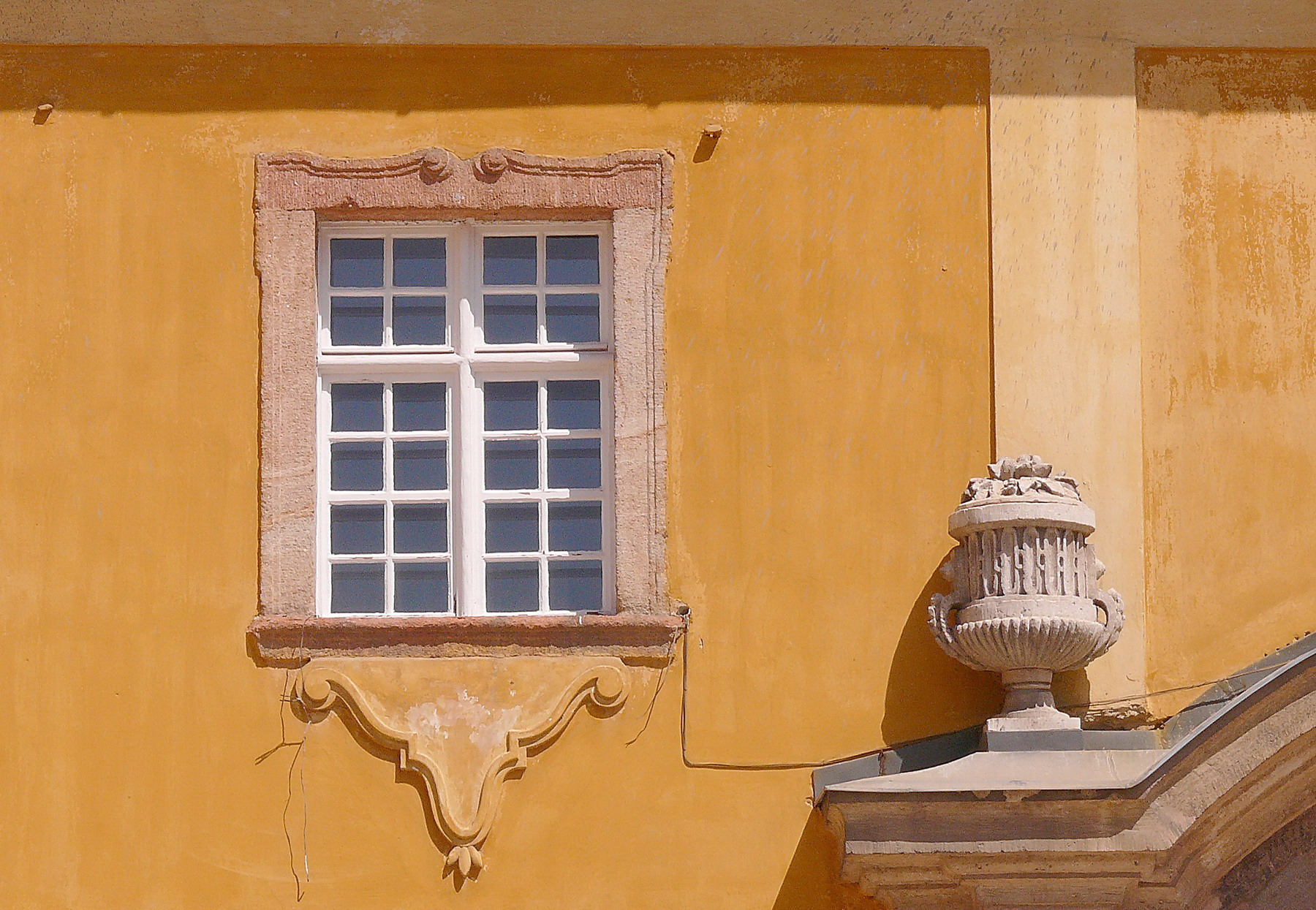
Az udvari homlokzat egy részlete

A várostörténeti gyűjtemények köre rendkívül szerteágazó. A különlegesen gazdag, illetve híres gyűjtemények között található többek között:
- A fényképtár közel kétszázezer képével a múzeum valószínűleg leggazdagabb gyűjteménye, mely többek között Klösz György 19. század végén készített városfotóit is tartalmazza.
- Rendkívül fontos információs forrás a múzeum ugyancsak gazdag térkép-, kézirat- és nyomtatványtára; legkorábbi nyomtatványa a 15. századból származik.
- A műszaki gyűjtemény része többek között a Ganz-gyűjtemény, benne a világ első transzformátorával (1885), továbbá a fegyver- és az óragyűjtemény. Utóbbiból az állandó kiállításon néhány szép darab látható.
- A cégérgyűjtemény a főváros kereskedelmi életének értékes emlékeit őrzi, az állandó kiállítás is néhány bolt és cégér bemutatásával kezdődik.
- A kb. 3000 darabból álló textilgyűjtemény a városi lakosság viseletéről, életmódjának, ízlésének és a divat koronkénti változásairól ad hírt.
- A plakátgyűjtemény legrégebbi részei a századelőről valók. A gyűjtemény egyes darabjai olyan neves művészektől származnak, mint Rippl-Rónai József, Vaszary János vagy Bortnyik Sándor.
- Korábban az állandó kiállításnak is része volt egy értékes bútorgyűjtemény, ennek bemutatása azonban megszűnt.

## Állandó kiállításai

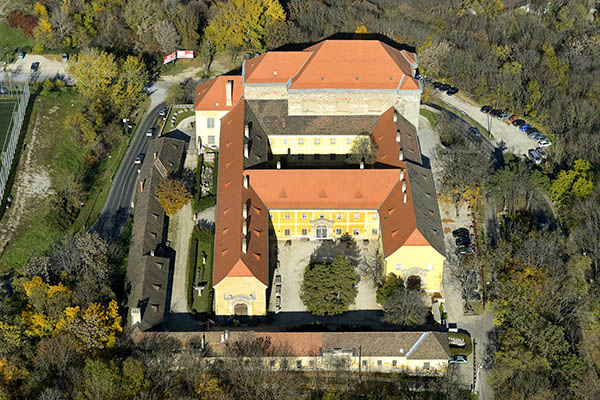
Légi fotó a Múzeum épületéről

A múzeumban megtekinthető állandó kiállítás – a két nagy gyűjteménycsoportnak megfelelően – egy várostörténeti és egy képzőművészeti bemutatóból áll, melyek szintén több részre tagolódnak.
A történeti rész bevezetéseként pest-budai boltok, vendégfogadók világából, a múzeum cégérgyűjteményéből kapunk ízelítőt. Ide tartozik az a terem is, ahol az egykori belvárosi Arany Oroszlán patika biedermeier stílusú berendezése, fennmaradt edényzete látható az 1830-as évekből.

### A főváros régisége – Közterek és magánterek 1780–1940
A főváros történetének főbb korszakait átfogó kiállítás az emeleten tekinthető meg. Első része 1780-tól 1873-ig, tehát Buda, Pest és Óbuda egyesítésének évéig, második része a városegyesítéstől 1940-ig tartó időszakról ad áttekintést.
A Múzeum saját történetébe is bepillantást enged: bemutatja az egykori Fővárosi Múzeum városligeti épületét (olajfestmény), az 1907-ben megnyílt kiállítás termeit (fotók), és a képeken kívül az első rész elrendezési stílusával is a régmúltat idézi.
- A főváros régisége (1780–1873). A főlépcsőtől jobbra lévő első rész az 1873 előtti pest-budai emlékeket, hangsúlyosabban a reformkori Pest emlékeit mutatja be. Ez a nagy kezdeményezések kora volt, amikor a város fejlődése is felgyorsult. Erről tanúskodnak a korabeli városképek is, de különösen Pest újonnan épülő templomainak, klasszicista palotáinak tervei, az ekkor alakult gyárak nyomtatványai, díszes fejlécű számlái, árjegyzékei. Megjelennek (a kiállításon főként rajzokon, metszeteken) a városi polgári élet olyan színterei, mint a parkok, a fürdők (a Császárfürdő, litográfia), a vendéglők, a színházak (az első Nemzeti Színház). A módosabb rétegek életvitelét lakásrészletek, porcelán étkészletek, ezüsttárgyak érzékeltetik.
- Közterek és magánterek (1873–1940). A főlépcsőtől balra eső három terem mindegyike egy-egy korszakot és vele egy-egy korstílust idéz. A városegyesítés után és a millenniumi ünnepségekre készülve újabb fellendülés kezdődött. Ezt az időszakot jelzik a kiállításon többek között Ybl Miklós (az Operaház), Steindl Imre (a pesti Új Városháza (V. Váci utca 62-64.) neoreneszánsz épülettervei, vagy Klösz György fényképész városképei (pl. a facsemetékkel frissen beültetett Andrássy út fotója, 1880 körül). A millennium utáni közel két évtizedből (1896-1918) a kiállítás főként a szecesszió ízlésvilágát emeli ki és azt polgári lakások berendezéseivel, finom vonalú dísztárgyak és tálalóedények sorával érzékelteti. Végül a harmadik teremben a modernizmus letisztult, geometrikus formájú épületterveivel, használati tárgyaival (csőbútorok), konstruktivista stílustörekvéseivel (Berény Róbert reklámgrafikái, Kassák Lajos képei) zárul a bő másfél évszázadot átfogó állandó kiállítás.

### Barokk szoborcsarnok

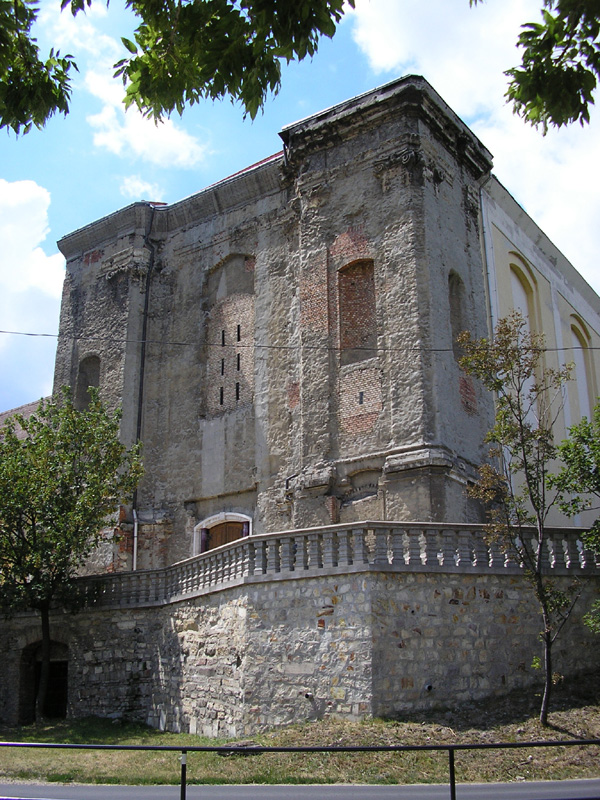
Az egykori templomépület, amelynek a belső tere ma kiállítóhely

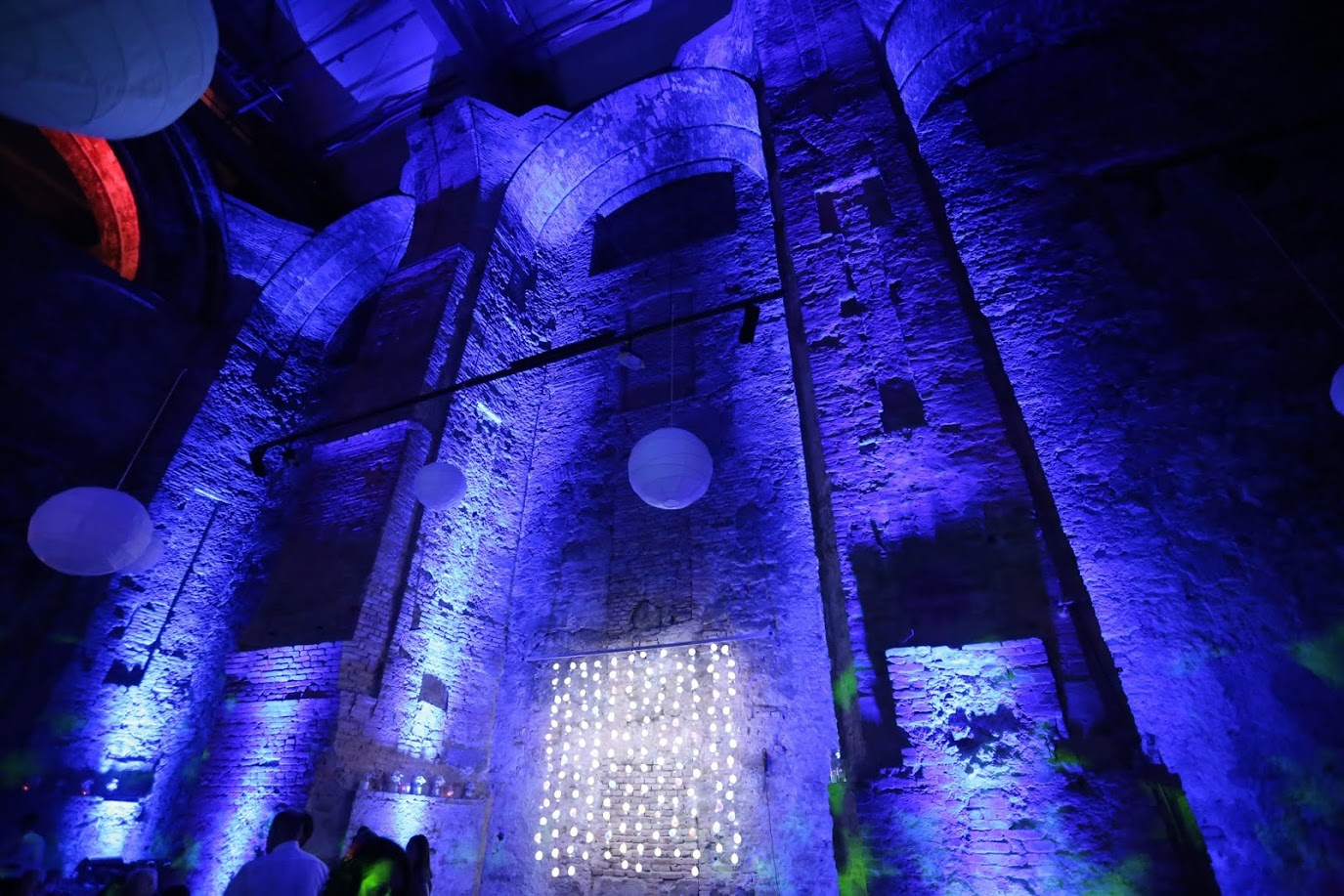
Az egykori templom, félig romosan, díszkivilágításban

A földszinti csarnokban a budavári Szentháromság tér hálaadó oszlopának eredeti szoboralakjai láthatók. Az emlékoszlopot a 18. század elején pusztított pestisjárványt követően állították, 1712-1713-ból származó szobrait Philip Ungleich (?-1736) készítette. A csarnok előtti folyosón a főváros klasszicista épületeiről származó eredeti szobordíszek sorakoznak.

### Nyomdák és újságok Buda (-) Pesten
Egy másik földszinti kiállítás a múzeum ezer darabot meghaladó nyomdászattörténeti gyűjteményéből ad válogatást. A 17-19. századi eredeti nyomdagépek, könyvkötészeti prések és más munkaeszközök mellett nyomtatványok, hírlapok másolatai érzékeltetik a 19. század politikai küzdelmeit, kulturális és társadalmi viszonyait.

### Válogatás a Fővárosi Képtár 20. századi gyűjteményéből
A főlépcsőtől balra lévő emeleti termek többségében (három kivétellel) és a folyosón a múzeum képzőművészeti állandó kiállítása várja a látogatót. A kiállítás a 19. század végétől a 20. század legvégéig követi nyomon a hazai képzőművészet, elsősorban a festészet stílusáramlatait, mutatja be többnyire, – de nem kizárólag, – fővárosi alkotóit. Rögtön az elején a nagybányai iskola egyik legnagyobb egyénisége, Ferenczy Károly néhány remekművével találkozunk, olyan mesterek alkotásainak társaságában mint Rippl-Rónai József, vagy Csók István. A 20. század első felének művészei közül a folyosón láthatók Bernáth Aurél, Derkovits Gyula, Egry József, Gulácsy Lajos, Nemes-Lampérth József, Szőnyi István festményei. A század második felét reprezentáló rész a múzeumépület hátsó szárnyának termeiben és folyosóján folytatódik, ahol többek között Barcsay Jenő, Ország Lili, Vilt Tibor és több kortárs művész, így Pauer Gyula, Galántai György, Jovanovics György alkotásaival ismerkedhetünk meg.